# Embryo des Bösen
Embryo des Bösen (Originaltitel: And Now the Screaming Starts!) ist ein britischer Horrorfilm aus dem Jahr 1973, Regie führte Roy Ward Baker. Das nach dem Roman „Fengriffen“ von David Case entstandene Werk wurde neun Jahre nach seiner Uraufführung am 23. April 1982 erstmals im deutschen Sprachraum gezeigt.

## Handlung
England im Jahr 1795. Catherine heiratet den Gutsbesitzer Charles Fengriffen, auf dessen Familie ein Fluch lastet, von dem sie allerdings nichts ahnt. Seit einem mysteriösen Zwischenfall in der Hochzeitsnacht fühlt Catherine sich von einer abgeschlagenen Hand bedroht. Sie bemüht ihren Familienanwalt und die Haushälterin, jedoch kommen beide unter seltsamen Umständen ums Leben. Als Catherine schwanger wird, verschlechtert sich ihr seelischer Zustand. Sie glaubt, von einem Geist vergewaltigt zu sein. Vom Hausarzt befragt, gibt Charles zu, dass auf dem Haus ein Fluch lastet.

## Kritik
Das Lexikon des internationalen Films war wohlgesinnt: „Ein atmosphärisch stimmiger, hintergründiger Horrorfilm, der in erster Linie auf mysteriös-irrationales Schauern, nicht auf modische Brutal-Effekte setzt.“ Auch Prisma sah einen „spannende[n] und äußerst unterhaltsame[n] Horrorfilm, der zwar eine abstruse Story […] hat, aber trotzdem mit schaurig-irrationalen Momenten aufwartet.“
Dagegen fand die Redaktion von Cinema: „Schlossherrengattin wird von Geist geschändet… Der grausigen Idee folgt eine formelhafte Story.“